# Adrian Chmielarz
Adrian Chmielarz (nacido en 1971 en Lubin) es un diseñador de videojuegos, programador, director creativo, productor y escritor polaco especializado en juegos de aventura y Videojuego de disparos en primera persona. Chmielarz ha cofundado y dirigido Metropolis Software, People Can Fly y The Astronauts. Es una de las figuras polacas más famosas de los videojuegos, así como una de las más controvertidas del sector.

## Vida y carrera

### Negocio de piratería y desarrollo de juego amateur
Nacido en Lublin el 9 de abril de 1971, Adrian Chmielarz se adentró en el desarrollo de juegos de forma indirecta. En 1985, a la edad de 15 años, Chmielarz asistió a la primera convención de ciencia ficción Polcon en Błażejewko, donde descubrió su afinidad por los ordenadores. Pronto pasó por una fase de fanático de La Guerra de las Galaxias que le hizo interactuar con un ordenador por primera vez. A finales de la década de 1980, se fascinó con juegos de ordenador como Knight Lore y Bugsy al leer sobre ellos en Przegląd Techniczny. Empezó a ahorrar para comprar un ZX Spectrum a pesar de no haber utilizado nunca uno. Su primera experiencia con juegos le llevó a teclear cada línea de código de las revistas de juegos en el ordenador de su amigo, aunque cada vez que apagaba el ordenador los juegos se borraban porque no había forma de guardarlos. A Chmielarz le empujó el deseo de comprarse un ordenador con su propio dinero, sabiendo que sus padres se habían visto obligados a entrar en el mercado negro para "poner comida en la mesa".
En 1987, Chmielarz se ganaba el sustento económico viajando 40 millas cada día para vender películas extranjeras piratas en cintas VHS, copiadas de un amigo en un bazar de Breslavia (este tipo de infracción de derechos de autor no fue ilegal en Polonia hasta 1994). El bazar de Wrocław donde se vendía este tipo de mercancía solía tener acceso a títulos más nuevos antes. Señaló que mientras un inglés podía comprar un juego el mismo día de su lanzamiento, el polaco medio solía tener que esperar hasta cinco semanas y se impacientaba durante ese tiempo, lo que llevó a esta solución natural. Según Chmielarz, "mucha gente compraría juegos, si fuera posible". En un momento dado, Chmielarz estableció un acuerdo de distribución con los futuros fundadores de lo que sería la empresa de distribución polaca CD Projekt, por el que dejaban cintas de casete llenas de juegos pirateados en una estación de tren local. Después de recogerlos, para obtener una ventaja sobre sus competidores en el bazar, añadía subrutinas para alterar la jugabilidad (como cambiar el número de vidas o añadir invulnerabilidad); también crackeaba él mismo los juegos y luego aplicaba sus propias medidas de protección antipiratería para evitar que otros piratas los copiaran y vendieran. Con el tiempo, su negocio de piratería se convirtió en una empresa que vendía diferentes tipos de medios, como películas y juegos, y también construía ordenadores para alimentar la industria local. Sin embargo, las grandes empresas empezaron a entrar en Polonia y el mercado se llenó de gente. Mientras él tenía una empresa de ingeniería informática, los tiempos se hacían más duros y sólo los gigantes con mucho dinero podían sobrevivir en el mercado. Chmielarz decidió dejar su rentable negocio y estudiar en la Universidad Tecnológica de Wrocław. Sin embargo, se aburrió y lo dejó sin terminar la carrera; más tarde se arrepentiría de haber perdido el tiempo en la universidad.
En 1990, Chmielarz tenía sus propios ordenadores y su obsesión le llevó a jugar y crear juegos todo el tiempo libre. Envió los resultados de sus experimentos con la creación de videojuegos a las redacciones de las revistas Komputer y Bajtek, ganando como resultado una suscripción a esta última. Uno de estos primeros títulos fue un juego erótico, Erotic Fun, que se vendió bien sin obtener beneficios a largo plazo; más tarde consideró que esto era una buena lección de negocios sobre cómo explotar una oportunidad en el mercado de los juegos. Otros de sus primeros juegos fueron las aventuras de texto Kosmolot Podróżnik y Sekretny Dziennik Adriana Mole, que escribió en el ordenador Timex 2048.

### Desarrollo de juego profesional
En 1992, Adrian Chmielarz y Grzegorz Miechowski cofundaron la empresa de desarrollo y publicación de videojuegos Metropolis Software. El grupo se dio cuenta de que podía llenar un hueco en el inexplorado mercado polaco del software, en el que cientos de miles de personas poseían ordenadores pero no podían sumergirse plenamente en los juegos de aventura porque no entendían el inglés. A Chmielarz no le preocupaba que el mercado polaco de los juegos fuera un nicho pequeño, pues sabía que el camino ya lo había marcado el desarrollador xLand. Además, había evaluado que, aunque el mercado local no era activo en la actualidad, era potencialmente grande, al observar el número de personas que asistían a convenciones. Este proyecto evolucionó hasta convertirse en el primer videojuego de Chmielarz lanzado comercialmente, la aventura de apuntar y hacer clic Tajemnica Statuetki, de 1993. Algunos de los siguientes proyectos de Chmielarz, como otra aventura de apuntar y hacer clic, Teenagent (1995), el Videojuego de disparos de desplazamiento Katharsis (1997) y el juego de rol táctico Gorky 17 (1999, conocido como Odium en Norteamérica), se publicaron también fuera de Polonia. Debido a un conflicto interno, Chmielarz dejó Metropolis en 1999.
Fundó el estudio de desarrollo de videojuegos People Can Fly en 2002 y creó el exitoso juego de disparos en primera persona Painkiller (2004) y sus continuaciones Painkiller: Battle Out of Hell (2004), Painkiller: Hell Wars (2006) y Painkiller: Hell & Damnation (2012). Una asociación con Epic Games y el trabajo en la serie de videojuegos de disparos en tercera persona Gears of War, en la que pasó personalmente de ser diseñador de niveles multijugador en los dos primeros juegos a ser el director creativo original de Gears of War: Judgment (2013), llevó a Epic a adquirir People Can Fly en 2007 y a la creación de su siguiente Videojuego de disparos en primera persona, Bulletstorm (2011).
Tras dejar People Can Fly (por entonces propiedad de Epic en su totalidad) en 2012, Chmielarz formó el estudio independiente de videojuegos The Astronauts, que desarrolló y publicó su juego debut, la aventura en primera persona The Vanishing of Ethan Carter en 2014. Su próximo juego y un regreso al género de los videojuegos de disparos en primera persona, Witchfire, se publicará "cuando esté terminado".
Chmielarz también ha escrito artículos de opinión para revistas polacas de videojuegos, como sus columnas mensuales "Gawędy bez fai" y "Gawędy po fai" en Secret Service y NEO+. En inglés, ha escrito blogs en Gamasutra y Medium.